# ستيف رولز
ستيف رولز (بالإنجليزية: Steve Rolls)‏ مواليد 15 أبريل 1984 في أونتاريو، كندا، هو ملاكم محترف كندي يصنف ضمن فئة الوزن المتوسط.

## إحصائيات
خاض خلال مسيرته 14 نزالا، فاز في 14 ولم يتعادل ولم يخسر. فاز بالضربة القاضية في 8 نزالات.

## روابط خارجية
- ستيف رولز على موقع بوكس ريك (الإنجليزية) (registration required)